# جنوب آسیایی آمریکایی‌ها
جنوب آسیایی آمریکایی‌ها که به عنوان دسی آمریکایی‌ها نیز شناخته می‌شوند، آمریکایی‌های با اجداد آسیایی جنوبی هستند. آبا و اجداد مردم جنوب آسیایی آمریکایی معمولاً به بنگلادش، بوتان، هند، مالدیو، نپال، پاکستان و سریلانکا بر می‌گردد.

## زمینه

### جمعیت‌شناسی
جنوب آسیایی آمریکایی‌ها یکی از گروه‌های دارای سریعترین رشد در ایالات متحده است که از ۲۰۰۰ تا ۲۰۱۵ از ۲/۲ میلیون نفر به ۴/۹ میلیون نفر افزایش یافته‌است. حدود یک سوم این گروه در جنوب ایالات متحده زندگی می‌کنند و جمعیت آن‌ها بین سالهای ۲۰۰۰ تا ۲۰۱۷ در جنوب تقریباً سه برابر شده‌است.
- هندی آمریکایی‌ها (۴٬۴۰۲٬۳۶۲)
  - هند و کارائیب آمریکایی (۲۳۲٬۸۱۷)
  - هند-فیجی آمریکایی (۳۰٬۸۹۰)
- آمریکایی‌های پاکستانی (۷۰۰٬۰۰۰)
- بنگلادشی آمریکایی‌ها (۱۸۵٬۶۲۲)
- نپالی آمریکایی‌ها (۱۸۲٬۳۸۵)
- سریلانکا آمریکایی‌ها (۵۲٬۴۴۸)
- بوتانی آمریکایی‌ها (۲۶٬۸۴۵)
- آمریکایی‌های مالدیو (۱۲۷)